# Perth Kangaroos International Football Club
Maillots
Perth Kangaroos IFC est un club australien de football basé à Perth et aujourd'hui disparu.

## Histoire
Perth Kangaroos IFC a pour particularité de n'avoir existé qu'une seule saison, en 1994, qu'il a disputé en première division du championnat national de Singapour, où il était invité et qu'il a d'ailleurs remporté sans concéder la moindre défaite.
La formation est parfois considérée comme l'ancêtre de la franchise de Perth Glory FC, créée en 1996 et alignée par la suite en National Soccer League australienne puis A-League.

## Palmares
- Championnat de Singapour :
  - Vainqueur : 1994